# Billaea irrorata
Billaea irrorata là một loài ruồi trong họ Tachinidae.